# Paris (mythologie)
Paris (Oudgrieks: Πάρις / Páris) is een figuur uit de Griekse mythologie. Hij was een zoon van de Trojaanse koning Priamos en diens gemalin Hekabe. Hij droeg ook de naam Alexandros (Alexander). Door zijn toedoen gingen zijn hele geslacht en zijn vaderstad te gronde.

## Leven

### Geboorte en jeugd
Reeds voordat hij geboren werd, voorspelde een voorteken de rampen, die door hem over de stad zouden komen. Toen Hekabe van hem zwanger was, droomde zij op zekere nacht, dat zij een brandende fakkel baarde, die langzamerhand zulk een ontzaglijke vlam werd, dat de gehele stad daardoor aangetast en in de as werd gelegd. Zij verhaalde die droom 's morgens aan Priamos, die dadelijk de waarzeggers en droomuitleggers, waaronder ook zijn zoon Aisakos, of volgens een andere versie zijn dochter Kassandra, tot zich liet komen, om de verklaring van die droom te vernemen. Zij deden de schrikwekkende uitspraak, dat Hekabe een zoon zou baren, die, als hij in leven bleef, bestemd was om zijn vaderland in het verderf te storten. Nauwelijks was de knaap geboren, of de bezorgde vader gaf hem, evenals Laios eenmaal met Oidipous deed, aan zijn dienaren, met het bevel hem om te brengen of in het bos te vondeling te leggen. Een van de bedienden, Agelaos, bracht de jonggeborene op de bosrijke top van het naburige Idagebergte en legde hem daar neer, opdat hij door honger of door verscheurende dieren zou omkomen. Toen hij evenwel na verloop van vijf dagen weer op de eenzame plaats kwam, vond hij het jongetje nog fris en gezond; een berin had hem gezoogd. Uit medelijden nam de herder hem nu tot zich, bracht hem naar zijn woning, gaf hem de naam Paris en voedde hem als zijn eigen zoon op. De knaap groeide tot een schone jongeling op, terwijl hij steeds onder de herders leefde, die de koninklijke kudden op de berg weidden, en dezen gaven hem de naam Alexandros d.i. "die de mannen afweert", omdat hij de kudden op de krachtigste wijze tegen de rovers beschermde. Terwijl hij zo op het land leefde, gebeurde er iets, dat op zijn eigen lot, en op dat van Troje, de noodlottigste invloed zou uitoefenen. Die gebeurtenis is bekend als het oordeel van Paris.

### Het oordeel van Paris

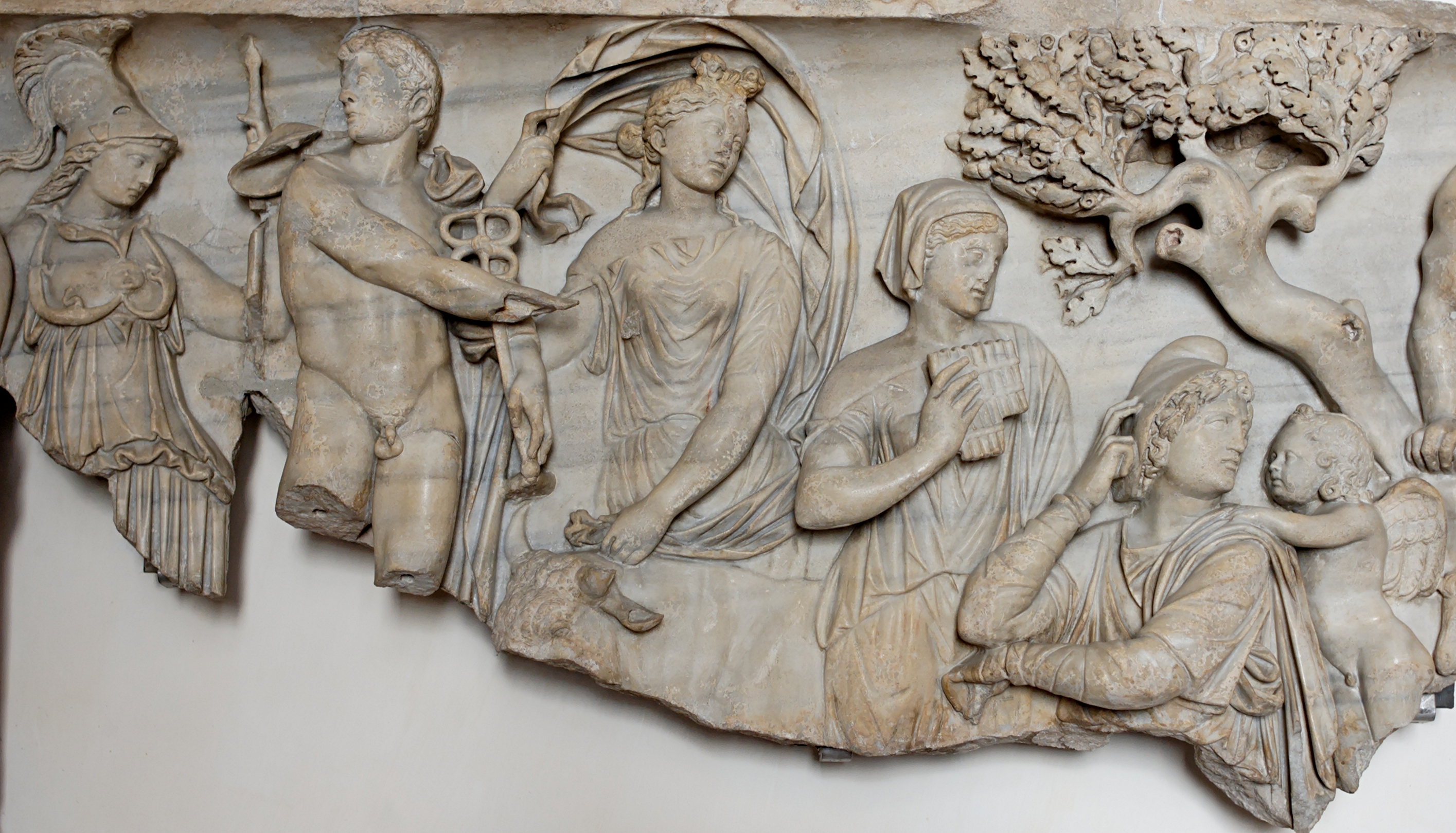
Het oordeel van Paris (van links naar rechts): Athena (met helm), Hermes (met caduceus), Aphrodite (gedrapeerd), Oinone (Paris' eerste eega, met panfluit), Paris zelf (met Phrygische muts) en Eros (detail van de voorkant van een Romeinse marmeren sarcophagus (117-138 n.Chr.), naar hellenistische thema's)

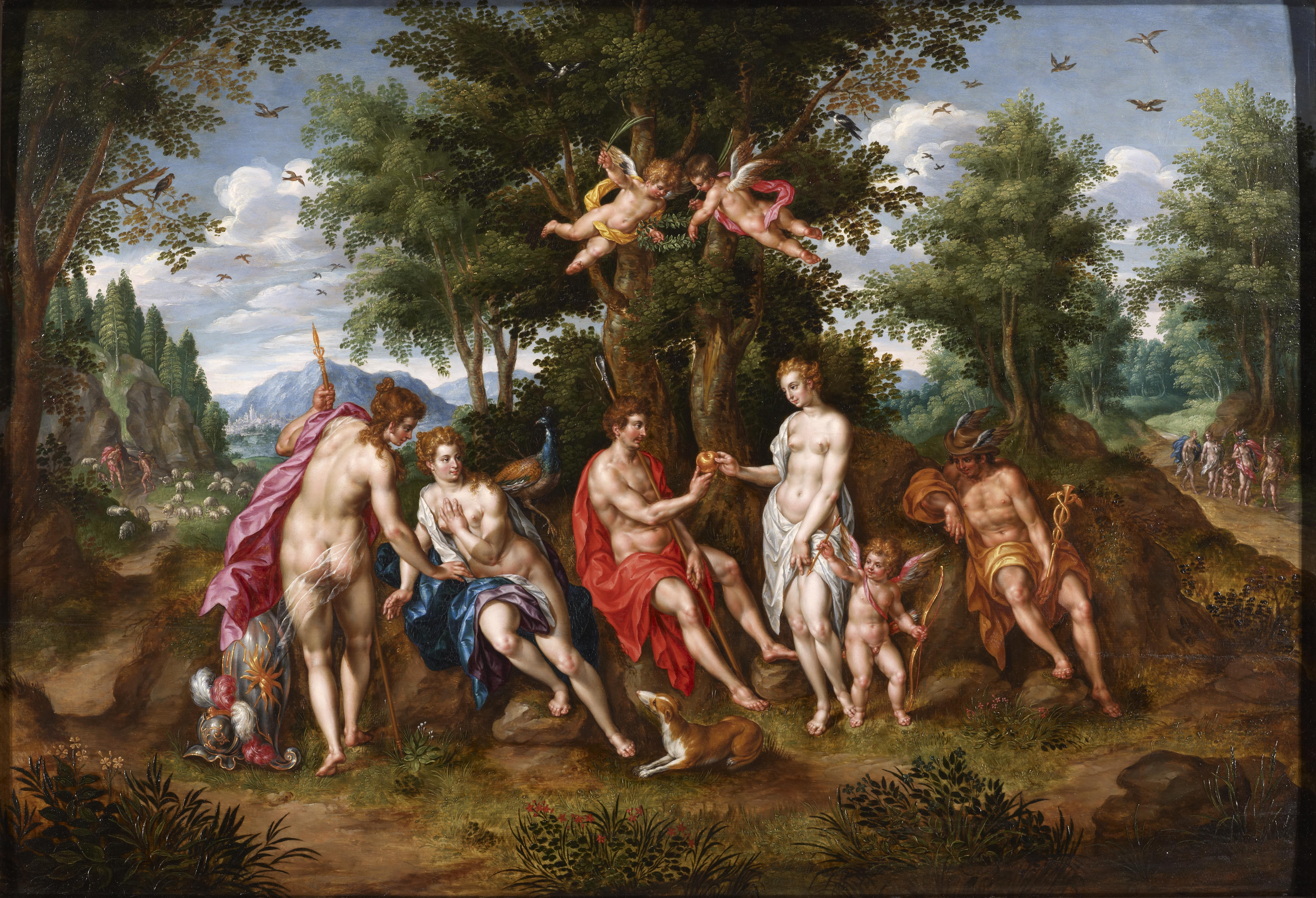
Hendrik de Clerck, Het Parisoordeel, 1560-1630, The Phoebus Foundation

Op de Olympus was tussen drie godinnen een hevige ruzie ontstaan. Zeus had namelijk besloten Peleus met de Nereïde Thetis in het huwelijk te doen treden, waaruit Achilles werd geboren. Alle goden en godinnen waren op het prachtige bruiloftsmaal uitgenodigd, dat in Thessalië gehouden werd, en elk bracht voor het bruidspaar geschenken mee. Alleen Eris, de godin van de tweedracht, was, uit vrees voor stoornis van de vrolijkheid, niet uitgenodigd. Om zich voor deze belediging te wreken, wierp zij plotseling op de door de gasten omringde en heerlijk versierde feestdis een gouden appel, met het opschrift: "τῇ καλλίστῃ, voor de mooiste!" Hera, Athena en Aphrodite vonden allemaal dat ze de appel verdienden. Toen zij het niet eens konden worden, gingen zij naar Zeus met het verzoek, dat hij in deze strijd zou beslissen. Deze had alleen geen zin zich de wraak van twee van de godinnen op de hals te halen. Hij ontweek daarom voorzichtig een beslissende uitspraak, en wees hen naar de op de berg Ida wonende Paris. De godinnen namen hem als scheidsrechter aan, en begaven zich, onder geleide van Hermes, naar de Ida. Paris verklaarde, nadat Hermes hem de oorzaak van de komst van de drie godinnen had meegedeeld, aan hun verlangen te willen voldoen. Lang stond hij besluiteloos. Alle drie schenen hem even schoon toe. 
- Hera poogde de jongeling te overhalen om haar de prijs van de schoonheid toe te kennen, door hem te beloven, dat zij hem de grootste rijkdommen en de heerschappij over geheel Azië zou schenken, want zij was natuurlijk de godin van de macht.
- Athena beloofde hem grote krijgsroem en de diepste wijsheid, want zij was godin van de strategie en wijsheid
- Aphrodite bood hem nog iets mooiers aan om de scheidsrechter tot haar belang over te halen; zij streelde zijn eigenliefde, door hem als de schoonste man van Phrygië te roemen, die ook de schoonste vrouw op aarde waardig was, want zij was immers de godin van de liefde. Tevens beloofde zij hem, dat zij hem zou bijstaan om de liefde te verwerven van de schoonste vrouw op aarde, Helena, de dochter van Leda en gemalin van Menelaos, de koning van Sparta, wanneer hij haar de prijs van de schoonheid toewees.

Nu aarzelde Paris niet langer; meegesleept door de verleidelijke voorstellingen en beloften van Aphrodite, schonk hij haar de gouden appel. Van die tijd af waren Hera en Athena verbitterde vijandinnen van de Trojanen.

### Terugkeer naar Troje

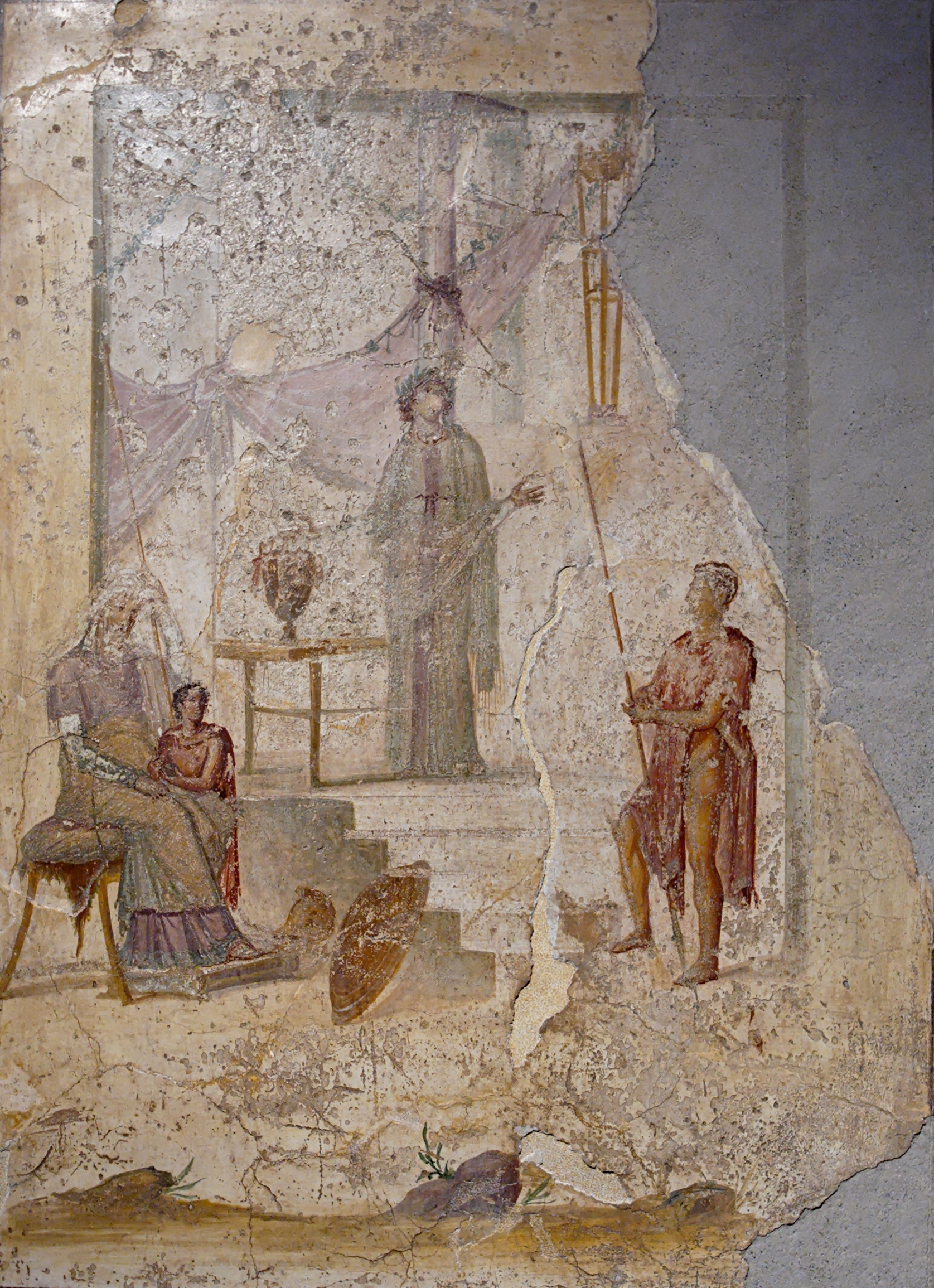
Cassandra (midden), voorspelt aan haar vader Priamos (links op stoel) met Paris die twistappel vasthoudt aan zijn knieën de ondergang van Troje terwijl een krijger met speer (Hektor?) erbij staat (fresco uit het "huis van de metalen grill" in Pompeii, 20–30 n.Chr.)

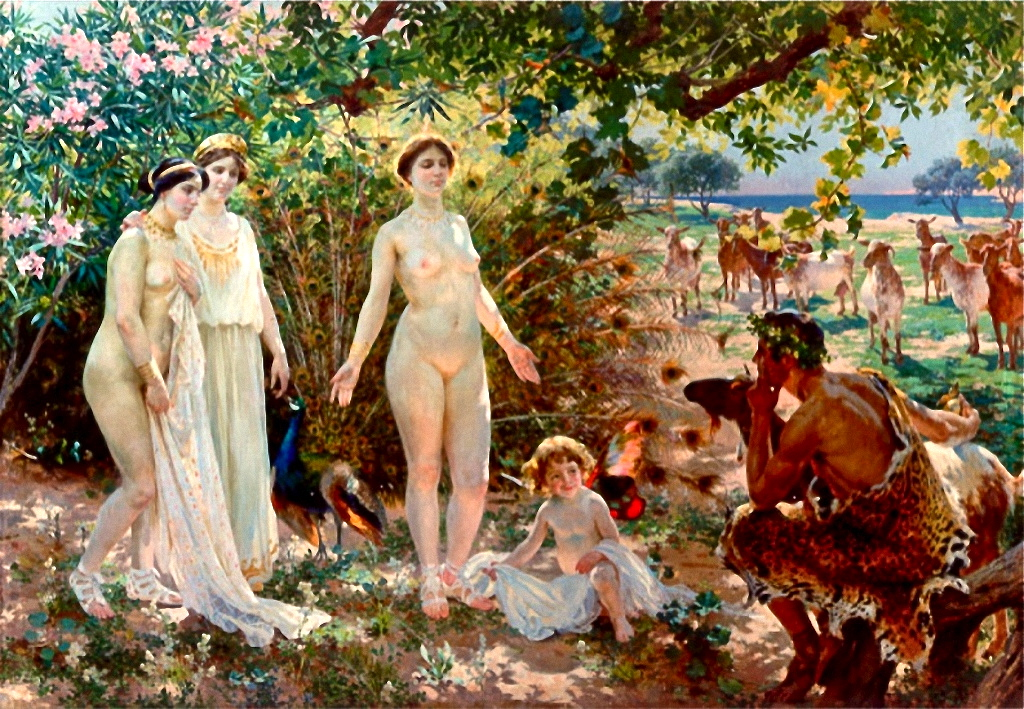
Het oordeel van Paris (1904) Enrique Simonet

Paris was echter reeds gehuwd met de nimf Oinone, een dochter van de Phrygische stroomgod Kebren; zij was op het gebergte Ida zijn gade geworden, en had hem zelfs reeds een zoon, Korythos, geschonken. Daar zij de gave bezat om in de toekomst te zien, had zij hem ongeluk voorspeld, wanneer hij zich ooit tot ontrouw zou laten verleiden. Paris gaf zich echter geheel aan de hoop op de blije toekomst over, die hem door de godin van de liefde was geopend, en zonder zich om de droefheid van zijn gade en haar sombere voorspellingen te bekommeren, besloot hij het gebergte te verlaten, waar hij tot nu toe, onbekend met zijn afstamming, geleefd had. Bij zijn vertrek vermaande de verstotene hem nog - zóver ging haar trouwe liefde - om zich haar te herinneren en tot haar terug te keren, indien hij ooit gewond werd, daar zij alleen in staat was om hem te genezen. Hij richtte zijn schreden naar Troje, zoals Aphrodite hem aangeraden had. 
Juist toen hij wilde vertrekken, was koning Priamos op het denkbeeld gekomen om ter gedachtenis van zijn dood gewaande zoon Paris lijkspelen te vieren, waarbij een prachtige stier, die men uit de koninklijke weides haalde, tot prijs van de overwinnaars bestemd werd. Toevallig zocht men juist de lievelingsstier van Paris uit. Om deze van de offerdood te redden, verhaastte hij zijn tocht naar Troje, nam aan de wedstrijd deel, en overwon daarin al zijn tegenstanders. Over dit geluk vertoornd en daarop jaloers, trok een van de zoons van Priamos, Deïphobos of Hektor, het zwaard tegen de vreemdeling; deze vluchtte voor zijn aanvaller in de tempel van Zeus Herkeios, en zocht zijn toevlucht bij het altaar. Daar zag zijn zuster, de waarzegster Cassandra hem; zij herkende hem als haar verloren broeder, en Priamos erkende hem als zijn zoon, omdat, volgens de vroegere uitlegging van de droom, het gevaar voorbij zou zijn, wanneer dertig jaren verlopen waren. Volgens een ander verhaal maakte Paris zichzelf bekend, terwijl hij zijn afkomst bewees door de kleren te tonen waarmee men hem in het bos had gelegd.
Priamos vervulde nu de vurige wens van zijn teruggevonden zoon en liet hem als gezant naar Sparta reizen. Reeds lang had er een spanning tussen Troje en Sparta bestaan. De reden daarvoor wordt verschillend opgegeven. Een van de hierop betrekking hebbende legenden verhaalt, dat Pelops, de stamvader van het Spartaanse vorstengeslacht, door de grootvader van Priamos, Ilos, de vorst van Troje en de stichter van Ilion of Troje, uit Phrygië was verdreven. Door verloop van tijd was deze vijandelijkheid echter een weinig op de achtergrond geraakt, zodat Paris met zeer grote gastvrijheid door de koning Menelaos, de gemaal van de schone Helena, werd ontvangen. 
Terwijl Paris nog aan zijn hof verblijf hield, zag de koning zich echter gedwongen een reis naar Kreta te ondernemen, zonder in het minst de boosaardige oogmerken te vermoeden, waarmee zijn gast naar Sparta gekomen was. Van deze afwezigheid maakte Paris, onder voortdurende medewerking van Aphrodite, gebruik, om de schone Helena te verleiden. De godin zelf kwam tot hem met haar volgelingen, Eros, de god van de liefde, Himeros, de god van het zoet verlangen van de liefde, met de Chariten, met Pothos, de god van de begeerte, en Hymen, de god van het huwelijk. 
Door Aphrodite bijgestaan haalde Paris eindelijk Helena over om met hem te vluchten; zij volgde hem met een groot deel van de aan haar gemaal toebehorende schatten, vergezeld door haar vriendin (of slavin) Aithra en haar dienares Klymene, vrijwillig op een schip, dat gereed lag om naar Troje weg te zeilen. Andere verhalen berichten, dat zij gewelddadig geroofd of buiten het paleis gelokt werd, terwijl Aphrodite de gestalte van Menelaos aangenomen had, en haar zo op het schip bracht.
Op het eiland Kranaë vierde Paris met haar zijn huwelijk en trok over Egypte en Phoenicië met haar naar zijn vaderland terug.

### De Trojaanse oorlog
Intussen keerde Menelaos naar huis terug en hij was woedend toen hij vernam hoe het recht van de gastvrijheid in zijn huis was geschonden. Dadelijk nam hij toebereidselen om Paris op geduchte wijze voor zijn schandelijke daad te straffen. Hij riep al de vorsten van Griekenland op, om de hem aangedane hoon op de rover te wreken en Troje te belegeren, opdat zijn gemalin en zijn schatten zouden worden teruggegeven. Toen het Griekse leger voor Troje gekomen was, drongen de meer verstandige bewoners van de stad, met Antenor aan het hoofd, vanwege de onheilspellende uitspraken van de waarzeggers op de uitlevering van Helena aan. Priamos en zijn zonen kozen de partij van Paris, en besloten geweld met geweld te keren. Na een hardnekkige tienjarige strijd ging de stad Troje in vlammen op. Aan de gevechten, die gedurende die oorlog plaats hadden, nam Paris slechts weinig deel.

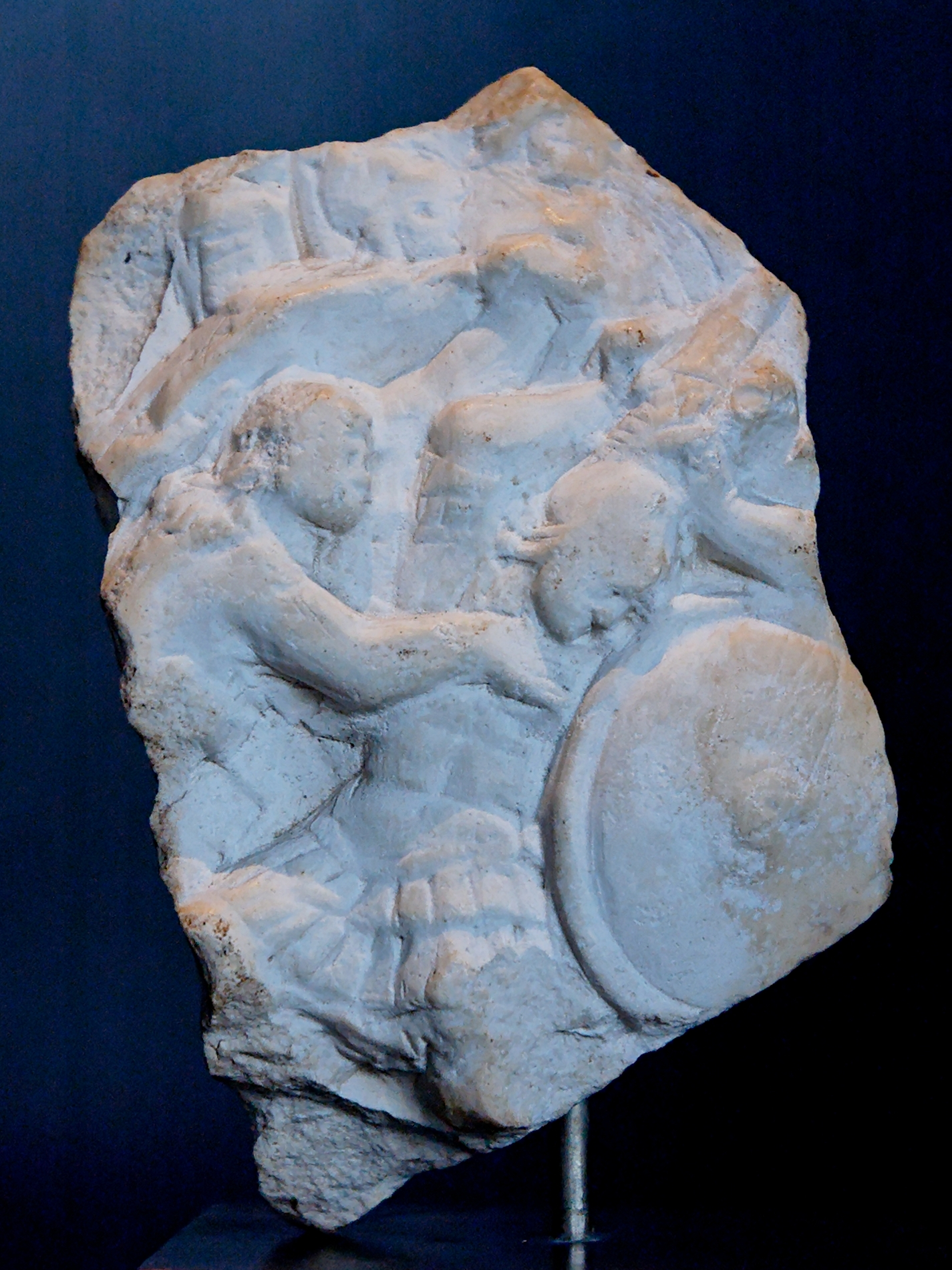
Strijd tussen Menelaos en Paris voor Helena: Menelaos (hand aan de linkerkant) grijpt Paris (met Phrygische muts en rond schild) bij de helm om hem naar het Griekse kamp te sleuren (Tabula iliaca, marmer, 1e eeuw v.Chr., Rome (?))

Homerus, die hem in zijn Ilias spottend Dysparis ("ongeluksparis") noemt, schildert zijn karakter als verwijfd, lafhartig, het zinnelijk genot najagende en meer tot vreedzame bezigheden geneigd; soms laat hij hem echter, wanneer zijn eerzucht sterk geprikkeld is, niet zonder dapperheid en geluk op het slagveld verschijnen. 
De mythe verhaalt verder, dat hij, in het bijzonder na de val van Hektor, toen het gevaar, waarin de stad verkeerde, iedere dag toenam, zich dikwijls in de strijd mengde en zich als een bekwaam boogschutter deed kennen, zonder daardoor de wrok van de inwoners, die hem als de oorzaak van de krijg beschouwden, te kunnen verminderen. Hij was het, die de held Achilles door een pijlschot in zijn kwetsbare hiel van het leven beroofde, of, naar een andere mythe, hem in een tempel van Apollo op verraderlijke wijze ombracht. 
Hemzelf wachtte evenwel kort daarop de dood, en wel nog vóórdat de stad ingenomen werd. Philoktetes, die de boog en de pijlen van Herakles had geërfd, verwondde hem met zijn nimmer missende pijlen. De wonde van Paris was dodelijk, door het gif van de Hydra van Lerna, waarin Herakles zijn pijlen gedoopt had. Van het slagveld in de stad gedragen, dacht Paris thans eerst aan datgene, wat hem door zijn eerste gemalin Oinone voorspeld was, dat hij namelijk alleen door haar genezen zou kunnen worden. Hij liet zich daarom naar het gebergte Ida brengen, waar de verlaten nimf bij haar vader was blijven wonen: alles was evenwel vruchteloos. In haar wrok over de diepe belediging, die zij van haar echtgenoot had ondervonden, weigerde Oinone hem te genezen. Paris werd daarop stervende naar Troje teruggebracht, waar hij weinige dagen daarna de geest gaf. Nauwelijks had hij evenwel de hoogte van het gebergte verlaten, of Oinone snelde hem, vol berouw over haar hardvochtigheid, na; zij kwam echter te laat, haar vroegere echtgenoot was reeds gestorven. 
Reeds was de brandstapel aangestoken die zijn lijk moest verbranden, toen zij aankwam, en nu stortte zij zich, op het gezicht van de dode, die zij nog steeds bleef liefhebben, zelf in de vlammen, om met hem te sterven. Volgens anderen wierp zij zich van een toren, of maakte een einde aan haar droefheid, door zich door ophanging van het leven te beroven. De door Paris bij Helena verwekte zonen kwamen, volgens sommige verhalen, om, door het instorten van een kamer, kort na hun vaders dood. Volgens sommige mythen werd Paris een god gemaakt na zijn dood.

## Paris in de beeldende kunsten
Paris wordt door de beeldende kunstenaars voorgesteld als een jeugdige schone gestalte, zonder baard, in Phrygische kleding, en een appel in de hand, die hij aan de godin van de schoonheid, Aphrodite, aanreikt. Het parisoordeel is een zeer veel afgebeelde scène in de kunst, niet in de minste plaats omdat het de kunstenaar een reden gaf om drie schaars geklede, ideaal mooie vrouwen af te beelden.